# Мала Сундска острва
Мала Сундска острва, често названи и Мали Сунди су архипелаг у малајском архипелагу. Заједно с Великим Сундским острвима чине Сундска острва.
То је група од шест већих и великог броја мањих и веома малих острва источно од Јаве. Укупна површина им је око 87.700 км², а број становника је око 12 милиона. Највећа острва су (од запада према истоку): Бали, Ломбок, Сумбава, Флорес и Тимор, а јужно од Флореса је Сумба.
На источном делу Тимора налази се самостална држава Источни Тимор којој припада још и западнотиморска енклава Окуси-Амбено и мала острва Атауро и Јако. Остатак острва припада Индонезији и део је регије Нуса Тенгара, што на индонежанском језику значи „југоисточна острва“, која се дели на провинције Бали, Источна Нуса Тенгара и Западна Нуса Тенгара.
Мала Сундска острва су вулканског порекла, па су сва острва брдовита. Највиша тачка ове скупине је врх Риндјани, 3.725 m, на Ломбоку. Главне пољопривредне културе су пиринач и кафа. Од природних богатстава на острвима има нафте, гвожђа, мангана и бакра.

## Геологија
Мала Сундска острва се састоје од два геолошки различита архипелага. Северни архипелаг, који укључује Бали, Ломбок, Сумбаву, Флорес и Ветар, је вулканског порекла. Одређени број ових вулкана, попут планине Ринџани на Ломбоку, још увек је активан док су други, као што је Иликедека на Флоресу, изумрли. Северни архипелаг је почео да се формира током плиоцена, пре око 15 милиона година, као резултат колизије између Аустралијске и Евроазијске плоче. Острва јужног архипелага, међу којима су Сумба, Тимор и Бабар, нису вулканска и изгледа да припадају Аустралијској плочи. Геологија и екологија северног архипелага деле сличну историју, карактеристике и процесе са јужним Малучким острвима Малуку, која настављају исти острвски лук на истоку.
Постоји дуга историја геолошког проучавања ових региона још од индонежанских колонијалних времена; међутим, геолошка формација и прогресија нису у потпуности схваћени, а теорије о геолошкој еволуцији острва су се у великој мери промениле током последњих деценија 20. века.
Лежећи на судару две тектонске плоче, Мала Сундска острва чине неке од геолошки најсложенијих и најактивнијих региона на свету. Провинција Бали је једина провинција која се налази на Сундској плочи и која се не налази у региону Валасија и која је западно од Воласове линије.
Постоји велики број вулкана који се налазе на Малим Сундским острвима.

### Екорегије
Мала Сундска острва су подељена на шест екорегија:
- Прашуме источне Јаве-Балија и планинске кишне шуме источне Јаве-Балија покривају Бали, које је једино од мањих Сундских острва у Индомалајском царству, а није део Валасије. Бали је некада био везан за Азијски континент (види Сундаланд), и дом је великих азијских сисара као што су азијски слонови и изумрли балијски тигар.
- Листопадне шуме Малог Сунда обухватају северни ланац острва, од Ломбока и Сумбаве на истоку до Флореса и Алора. На вишим падинама острва налазе се шуме високих четинара Podocarpus и Engelhardia са подрастом лијана, епифита и орхидеја као што су Corybas, Corymborkis, и Malaxis (ушће гује), док су обалске равнице првобитно биле обрасле саванским травама као што је савана са Borassus flabellifer палминим стаблима на обалама Комода, Ринка и Флореса. Иако је већина вегетације на овим острвима сува шума, а постоје и предели прашуме, посебно у равничарским пределима и обалама река на Комоду, и на југоисточној обали Ломбока постоји посебна област суве трновите шуме. Дрвеће трња је било чешће у приобалским подручјима острва, али је углавном очишћено. Ова острва су дом јединствених врста укључујући седамнаест ендемских птица (од 273 врсте птица које се налазе на острвима). Ендемични сисари су угрожена Flores ровка (Suncus mertensi), рањиви комодо пацов (Komodomys rintjanus), и ломбочка летећа лисица (Pteropus lombocensis), сундски дугоуви слепи миш (Nyctophilus heran), док месождерни комодски змај, који је са три метра дужине и деведесет килограма тежине највећи гуштер на свету. Он обитава на Комоду, Ринки, Гили Мотангу и обали северозападног Флореса.
- Екорегион сумбских листопадних шума обухвата Сумба.
- Екорегион тиморских и ветарских листопадних шума обухвата Тимор, Ветар, Роте и Саву.
- Екорегија влажнијих листопадних шума острва Банда мора укључује острва Барат Даја (осим Ветра), острва Танимбар и острва Кај.

### Претње и очување
Више од половине првобитне вегетације острва је очишћено за садњу пиринча и других усева, за насељавање и последичним шумским пожарима. Само Сумбава сада садржи велику површину нетакнуте природне шуме, док су Комодо, Ринка и Падар сада заштићени као Национални парк Комодо.
Док многи еколошки проблеми погађају мала острва и велике копнене масе, мала острва имају своје посебне проблеме и веома су изложена спољним силама. Развојни притисци на мала острва су све већи, иако се њихови ефекти не предвиђају увек. Иако је Индонезија богато обдарена природним ресурсима, ресурси малих острва Нуса Тенгара су ограничени и специјализовани; штавише, људски ресурси су посебно ограничени.
Општа запажања о малим острвима која се могу применити на Нуса Тенгару укључују:
- Већи део копнене масе биће погођен вулканском активношћу, земљотресима, одронима и оштећењем циклона;
- Већа је вероватноћа да ће клима утицати на море;
- Сливови су мањи, а степен ерозије већи;
- Већи део копнене масе чине приобална подручја;
- Виши степен еколошке специјализације, укључујући већи удео ендемских врста у целокупној заједници депауперата;
- Друштва могу задржати снажан осећај културе која се развила у релативној изолацији;
- Већа је вероватноћа да ће становништво малих острва бити погођено економским миграцијама.

- Острво Банта на Малим Сундским острвима
- Острво Ринка
- Претње и очување у националном парку Комодо